# Lastaurus tricolor
Lastaurus tricolor är en tvåvingeart som beskrevs av Carrera och Machado-allison 1968. Lastaurus tricolor ingår i släktet Lastaurus och familjen rovflugor. Inga underarter finns listade i Catalogue of Life.